# Рубондо-Айленд (національний парк)
Національний парк Рубондо-Айленд (англ. Rubondo Island National Park) — національний парк Танзанії, розташований на півночі країни. Парк займає острів Рубондо і ряд інших більш дрібних островів на озері Вікторія. 

## Фізико-географічна характеристика
Національний парк Рубондо-Айленд включає в себе острів Рубондо і 11 сусідніх острівців у південно-західній частині озера Вікторія (за інформацією агентства TANAPA, прилеглих островів 9). Острови розташовані на північ від затоки Емін-Паша і адміністративно належать до області Мванза, перебуваючи  за 150 км на захід від її центру. Загальна площа парку 456,8 км2.
Берегова лінія містить камені, піщані пляжі і ліси. Ще до створення національного парку в 1977 році на островах був мисливський резерват. Парк добре захищений від впливу людини, а єдину загрозу становить поступове погіршення стану самого озера Вікторія.

## Флора і фауна
90 % площі парку складають вологі ліси, в яких можна зустріти понад 40 видів орхідей. У парку мешкають бегемоти, мангусти, мавпи верветки, генети, бушбаки. Крім того, на острови були завезені папуги жако, шимпанзе, слони, жирафи і чорно-білі колобуси. У парку можна побачити рідкісний вид антилоп, що ведуть напівводний спосіб життя, — ситатунга .
Особливою популярністю користується рибалка на островах. Деякі особини нільського окуня перевищують 100 кг, ,крім того в парку водиться тілапія та інші риби.